# Liste der Kreisstraßen im Landkreis Heidenheim
Diese Liste enthält die Kreisstraßen im baden-württembergischen Landkreis Heidenheim.

## Abkürzungen
- K: Kreisstraße
- L: Landesstraße

## Liste
Die Kreisstraßen behalten die ihnen zugewiesene Nummer nicht bei einem Wechsel in einen anderen Stadt- oder Landkreis. Nicht vorhandene bzw. nicht nachgewiesene Kreisstraßen sind kursiv gekennzeichnet, ebenso Straßen und Straßenabschnitte, die unabhängig vom Grund (Herabstufung zu einer Gemeindestraße oder Höherstufung) keine Kreisstraßen mehr sind.
Der Straßenverlauf wird in der Regel von Nord nach Süd und von West nach Ost angegeben.
| Nr.    | Verlauf | Verlauf |
| ------ | --- | --- |
| K 3000 | K 3001 in Demmingen – Landesgrenze – (DLG 4 im Landkreis Dillingen an der Donau, Bayern)                                                                           | K 3001 in Demmingen – Landesgrenze – (DLG 4 im Landkreis Dillingen an der Donau, Bayern)                                                                           |
| K 3001 | (DON 1 im Landkreis Donau-Ries, Bayern) – Landesgrenze – Englingen – K 3003 – Demmingen – Landesgrenze – (DLG 14 im Landkreis Dillingen an der Donau, Bayern)      | (DON 1 im Landkreis Donau-Ries, Bayern) – Landesgrenze – Englingen – K 3003 – Demmingen – Landesgrenze – (DLG 14 im Landkreis Dillingen an der Donau, Bayern)      |
| K 3002 | K 3004 – Tungenhofen – L 2033 | K 3004 – Tungenhofen – L 2033 |
| K 3003 | K 3034 in Katzenstein – K 3004 – Dunstelkingen – K 3005 – Eglingen – K 3001 – Landesgrenze – (DON 7 im Landkreis Donau-Ries, Bayern)                               | K 3034 in Katzenstein – K 3004 – Dunstelkingen – K 3005 – Eglingen – K 3001 – Landesgrenze – (DON 7 im Landkreis Donau-Ries, Bayern)                               |
| K 3004 | K 3003 in Dunstelkingen – Schrezheim – K 3002 – L 2033 in Dischingen                                                                                               | K 3003 in Dunstelkingen – Schrezheim – K 3002 – L 2033 in Dischingen                                                                                               |
| K 3005 | K 3034 in Frickingen – K 3003 in Dunstelkingen | K 3034 in Frickingen – K 3003 in Dunstelkingen |
| K 3006 | K 3032 – Landesgrenze – (DLG 17 im Landkreis Dillingen an der Donau, Bayern)                                                                                       | K 3032 – Landesgrenze – (DLG 17 im Landkreis Dillingen an der Donau, Bayern)                                                                                       |
| K 3007 | L 1181 – Landesgrenze – (DLG 6 im Landkreis Dillingen an der Donau, Bayern)                                                                                        | L 1181 – Landesgrenze – (DLG 6 im Landkreis Dillingen an der Donau, Bayern)                                                                                        |
| K 3008 | K 3033 in Großkuchen – Kleinkuchen – Steinweiler – Auernheim – Kreisgrenze – (K 3295 im Ostalbkreis)                                                               | K 3033 in Großkuchen – Kleinkuchen – Steinweiler – Auernheim – Kreisgrenze – (K 3295 im Ostalbkreis)                                                               |
| K 3009 | – Rotensohl – K 3033 in Großkuchen | – Rotensohl – K 3033 in Großkuchen |
| K 3011 | Ochsenberg – in Itzelberg | Ochsenberg – in Itzelberg |
| K 3013 | L 1165 – Zang – K 3035 – L 1123 | L 1165 – Zang – K 3035 – L 1123 |
| K 3014 | K 3015 – Heuchstetten – K 3016 – | K 3015 – Heuchstetten – K 3016 – |
| K 3015 | in Söhnstetten – K 3014 – L 1165 in Gussenstadt | in Söhnstetten – K 3014 – L 1165 in Gussenstadt |
| K 3016 | K 3014 in Heuchstetten – L 1164 in Gerstetten | K 3014 in Heuchstetten – L 1164 in Gerstetten |
| K 3017 | (K 7312 im Alb-Donau-Kreis) – Kreisgrenze – Sontbergen – K 3028 – Kreisgrenze – (K 7312 im Alb-Donau-Kreis) – Kreisgrenze – L 1164/L 1165 in Gerstetten            | (K 7312 im Alb-Donau-Kreis) – Kreisgrenze – Sontbergen – K 3028 – Kreisgrenze – (K 7312 im Alb-Donau-Kreis) – Kreisgrenze – L 1164/L 1165 in Gerstetten            |
| K 3018 | L 1164 in Anhausen – L 1082 in Herbrechtingen | L 1164 in Anhausen – L 1082 in Herbrechtingen |
| K 3019 | L 1164 – L 1079 – K 3020 in Hürben | L 1164 – L 1079 – K 3020 in Hürben |
| K 3020 | L 1079 – Hürben – K 3019 – K 3021 | L 1079 – Hürben – K 3019 – K 3021 |
| K 3021 | L 1168 – K 3020 – Burgberg – L 1167 in Hermaringen | L 1168 – K 3020 – Burgberg – L 1167 in Hermaringen |
| K 3022 | L 1168 in Bissingen ob Lontal – Kreisgrenze – (K 7307 im Alb-Donau-Kreis)                                                                                          | L 1168 in Bissingen ob Lontal – Kreisgrenze – (K 7307 im Alb-Donau-Kreis)                                                                                          |
| K 3023 | L 1168 in Sontheim an der Brenz – K 3036 – Landesgrenze – (DLG 12 im Landkreis Dillingen an der Donau, Bayern)                                                     | L 1168 in Sontheim an der Brenz – K 3036 – Landesgrenze – (DLG 12 im Landkreis Dillingen an der Donau, Bayern)                                                     |
| K 3025 | L 1182 in Hohenmemmingen – Allewind – K 3026 – – L 1167 in Hermaringen                                                                                             | L 1182 in Hohenmemmingen – Allewind – K 3026 – – L 1167 in Hermaringen                                                                                             |
| K 3026 | K 3025 – K 3027 in Sachsenhausen | K 3025 – K 3027 in Sachsenhausen |
| K 3027 | L 1182 in Hohenmemmingen – K 3026 – K 3030 in Sachsenhausen | L 1182 in Hohenmemmingen – K 3026 – K 3030 in Sachsenhausen |
| K 3028 | K 3017 in Sontbergen – Kreisgrenze – (K 7309 im Alb-Donau-Kreis)                                                                                                   | K 3017 in Sontbergen – Kreisgrenze – (K 7309 im Alb-Donau-Kreis)                                                                                                   |
| K 3030 | (DLG 29 im Landkreis Dillingen an der Donau, Bayern) – Landesgrenze – Sachsenhausen – K 3027 – Landesgrenze – (DLG 29 im Landkreis Dillingen an der Donau, Bayern) | (DLG 29 im Landkreis Dillingen an der Donau, Bayern) – Landesgrenze – Sachsenhausen – K 3027 – Landesgrenze – (DLG 29 im Landkreis Dillingen an der Donau, Bayern) |
| K 3031 | (K 7400 im Alb-Donau-Kreis) – Kreisgrenze – L 1164 in Heuchlingen                                                                                                  | (K 7400 im Alb-Donau-Kreis) – Kreisgrenze – L 1164 in Heuchlingen                                                                                                  |
| K 3032 | L 1181 in Nattheim (– Abzweig zur /) – K 3006 – Oggenhausen – L 1083                                                                                               | L 1181 in Nattheim (– Abzweig zur /) – K 3006 – Oggenhausen – L 1083                                                                                               |
| K 3033 | (K 3317 im Ostalbkreis) – Kreisgrenze – K 3009 – Großkuchen – K 3008 –                                                                                             | (K 3317 im Ostalbkreis) – Kreisgrenze – K 3009 – Großkuchen – K 3008 –                                                                                             |
| K 3034 | (K 3314 im Ostalbkreis) – Kreisgrenze – Frickingen – K 3005 – Katzenstein – K 3003 – L 2033                                                                        | (K 3314 im Ostalbkreis) – Kreisgrenze – Frickingen – K 3005 – Katzenstein – K 3003 – L 2033                                                                        |
| K 3035 | K 3013 in Zang – L 1123 – in Heidenheim an der Brenz | K 3013 in Zang – L 1123 – in Heidenheim an der Brenz |
| K 3036 | K 3023 in Sontheim an der Brenz – | Sontheim an der Brenz – Landesgrenze – (DLG 34 im Landkreis Dillingen an der Donau, Bayern)                                                                        |
| K 3036 | (DLG 12 im Landkreis Dillingen an der Donau, Bayern) – Landesgrenze –                                                                                              | Sontheim an der Brenz – Landesgrenze – (DLG 34 im Landkreis Dillingen an der Donau, Bayern)                                                                        |